# Deutsches Meisterschaftsrudern 1993
Das 104. Deutsche Meisterschaftsrudern wurde 1993 in Duisburg ausgetragen. Wie im Vorjahr wurden in 23 Bootsklassen Medaillen vergeben, davon 14 bei den Männern und 9 bei den Frauen.

## Medaillengewinner

### Männer
| Bootsklasse                           | Gold | Silber | Bronze |
| ------------------------------------- | --- | --- | --- |
| Einer                                 | Thomas Lange (Hallesche Rvg. Böllberg-Nelson) | Torsten Weishaupt (RV Treviris 1921 Trier) | Dirk Schildhauer (Der Hamburger und Germania RC) |
| Doppelzweier                          | Rgm. RTHC Bayer Leverkusen / Berliner RC Stephan Volkert André Steiner | Rgm. RC Karlstadt 1928 / Wormser RC Blau-Weiß Peter Uhrig Christian Händle | Hallesche Rvg. Böllberg-Nelson Daniel Pönisch Danilo Winkler |
| Zweier ohne Steuermann                | Rgm. Potsdamer RG / ORC Rostock von 1956 Detlef Kirchhoff Hans Sennewald | ORC Rostock von 1956 Frank Michaelis Jörn Bredernitz | Rgm. RC Hansa von 1898 / RC Westfalen Herdecke Markus Bräuer Claas-Peter Fischer |
| Zweier mit Steuermann                 | ORC Rostock von 1956 Michael Peters Thomas Woddow Peter Thiede (Stm.) | Rgm. Potsdamer RG / Berliner RC Karsten Finger Bernd Eichwurzel Jörn Lamprecht (Stm.) | ORC Rostock von 1956 Holger Tappert Daniel Albrecht Sven Ifftner (Stm.) |
| Doppelvierer                          | Rgm. Hallesche Rvg. Böllberg-Nelson / ORC Rostock von 1956 / RTHC Bayer Leverkusen / Berliner RC André Steiner Andreas Hajek Stephan Volkert Marko Schwalbe | Rgm. Hallesche Rvg. Böllberg-Nelson / RV Treviris 1921 Trier / Der Hamburger und Germania RC Daniel Pönisch Dirk Schildhauer Torsten Weishaupt Daniko Winkler | Rgm. RTHC Bayer Leverkusen / Kölner RV von 1877 Jörg Maubach Stefan Zuther Andreas Schotter Torsten Huber |
| Vierer ohne Steuermann                | Rgm. Berliner RC / RC Tegel 1886 Ulrich Britting Arnold Schulze Stefan Kötitz Johannes-Maria Galandi | Rgm. RC Hansa von 1898 / RC Mark Wetter Heino Zeidler Matthias Ungemach Jürgen Hecht Dieter Sator | Rgm. Münchener RC von 1880 / Regensburger RV von 1898 / Bamberger RG Peter Kratky Jochen Lerche Michael Petz Henrik Loth |
| Vierer mit Steuermann                 | Rgm. RC Hansa von 1898 / RRG Mülheim / Berliner RC / RK am Baldeneysee Essen / ARC Würzburg Stefan Forster Mark Kleinschmidt Ulrich Viefers Marc Weber Guido Groß (Stm.) | kein weiteres Boot am Start | kein weiteres Boot am Start |
| Achter                                | Rgm. RC Hansa von 1898 / Mainzer RV von 1878 / RG Benrath / RV Dorsten / RV Münster von 1882 / Deutscher Ruder-Club von 1884 / ORC Rostock von 1956 Martin Steffes-Mies Colin von Ettingshausen Andreas Lütkefels Falko Fugel Frank Richter Stefan Scholz Peter Hoeltzenbein Thorsten Streppelhoff Peter Thiede (Stm.)                | Rgm. ORC Rostock von 1956 / Potsdamer RG Matthias Kanski Ike Landvoigt Michael Peters Thomas Woddow Detlef Kirchhoff Hans Sennewald Frank Michaelis Jörn Bredernitz Kuno Hochhuth (Stm.)                                                                                         | Rgm. RC Hansa von 1898 / RRG Mülheim / RK am Baldeneysee Essen / RC Mark Wetter / Berliner RC / RC Westfalen Herdecke / ARC Würzburg Mark Kleinschmidt Marc Weber Stefan Forster Ulrich Viefers Jürgen Hecht Heino Zeidler Matthias Ungemach Dieter Sator Guido Groß (Stm.) |
| Leichtgewichts-Einer                  | Jürgen-Matthias Seeler (Ludwigshafener RV von 1878) | Jörg Küpper (Duisburger RV) | Gerd Naujoks (RV Hoya von 1926) |
| Leichtgewichts-Doppelzweier           | Rgm. Marbacher RV von 1920 / Stuttgarter RG von 1899 Frank Günder Bernhard Rühling | Mainzer RV von 1878 Klaus Götte Andreas Lutz | Rgm. RV Bochum von 1920 / RC Witten Stefan Locher Andreas Bech |
| Leichtgewichts-Zweier ohne Steuermann | RTHC Bayer Leverkusen Herbert Vogt Stephan Fahrig | Rgm. RG Wiking Berlin / RV Tegel 1886 Paul Schmidt Sascha Damaske | Rgm. Ratzeburger RC / RK am Wannsee Berlin Bernhard Stomporowski Klaus Altena |
| Leichtgewichts-Doppelvierer           | Rgm. Mainzer RV von 1878 / Marbacher RV von 1878 / Stuttgarter RG von 1899 Andreas Lutz Frank Günder Klaus Götte Bernhard Rühling | Rgm. RV Bochum von 1920 / RC Witten / Duisburger RV Carsten Krüger Ralf Schockmann Stefan Locher Andreas Bech | Rgm. Tübinger RV Fidelia / Weilburger RV / RG Ghibellinia Waiblingen Axel Volpp Markus Baumann Christoph Bohmann Jochen Heusel |
| Leichtgewichts-Vierer ohne Steuermann | Rgm. RG Wiking Berlin / Hannoverscher RC von 1880 Lars Ziegner Christian Lisdat Carsten Lehr Martin Hasse | Rgm. RV Kurhessen-Cassel / Bremer RV von 1882 / RC Aschaffenburg von 1898 / RC Karlstadt 1928 Oliver Rau Marin Weis Marc Krömer Roland Händle | Rgm. Deutscher Ruder-Club von 1884 / RC Allemannia von 1866 Hamburg / Tübinger RV Fidelia Matthias Edeler Uwe Thomas Maerz Michael Kobor Christian Dahlke |
| Leichtgewichts-Achter                 | Rgm. Berliner RC / RC Allemannia von 1866 Hamburg / Tübinger RV Fidelia / Deutscher Ruder-Club von 1884 / Bremer RV von 1882 / RC Aschaffenburg von 1898 / RV Kurhessen-Cassel / RC Karlstadt 1928 Roland Händle Marc Krömer Matthias Edeler Martin Weis Oliver Rau Uwe Thomas Maerz Michael Kobor Christian Dahlke Olaf Kaska (Stm.) | Rgm. RTHC Bayer Leverkusen / Ludwigshafener RV von 1878 / RV Münster von 1882 / RG Wiking Berlin / Hannoverscher RC von 1880 Jürgen-Matthias Seeler Malte-Tobias Wittek Christian Lisdat Carsten Lehr Martin Hasse Lars Ziegner Herbert Vogt Stephan Fahrig Torsten Kreis (Stm.) | Rgm. Frankfurter RG Germania / GTRV Neuwied / Würzburger RG Bayern / ARC Würzburg / RK am Wannsee Berlin / RC Tegel 1886 / RG Wiking Berlin Jens Hottendorf Guido Vollrath Ulrich Müller Boris Hillen Peter Weiß Sascha Damaske Anselm Roth Paul Schmidt Hans Müller (Stm.) |

### Frauen
| Bootsklasse                           | Gold | Silber | Bronze |
| ------------------------------------- | --- | --- | --- |
| Einer                                 | Jana Thieme (Hallesche Rvg. Böllberg-Nelson) | Birgit Peter (Karlsruher RV Wiking) | Kerstin Köppen (Potsdamer RG) |
| Doppelzweier                          | Potsdamer RG Kerstin Köppen Kathrin Boron | RG Wiking Leipzig Kristina Mundt Kerstin Müller | Rgm. RC Magdeburg / Steeler RV Isabell Klunker Manuela Lutze                                                                       |
| Zweier ohne Steuerfrau                | Rgm. Ludwigshafener RV von 1878 / Heidelberger RK 1872 Andrea Klapheck Antje Rehaag | Rgm. SC Berlin / RK am Wannsee Berlin Anja Pyritz Gerte John | Rgm. RV Saar Undine Saarbrücken / RG Wiking Leipzig Christiane Harzendorf Antje Heilig                                             |
| Doppelvierer                          | Rgm. RG Wiking Leipzig / Hanauer RG 1879 / RG Hansa Hamburg Daniela Molle Kerstin Müller Kristina Mundt Angela Schuster | Potsdamer RG Kerstin Köppen Claudia Krüger Kati Krause Kathrin Boron | Rgm. Hallesche Rvg. Böllberg-Nelson / SC Magdeburg / SC Berlin / Steeler RV Jana Sorgers Isabell Klunker Manuela Lutze Jana Thieme |
| Vierer ohne Steuerfrau                | Rgm. RV Saar Undine Saarbrücken / SC Berlin / RC Hansa von 1898 / RK am Baldeneysee Essen Gabriele Mehl Antje Frank Birte Siech Ina Justh | Rgm. RV Saar Undine Saarbrücken / SC Berlin / Potsdamer RG Kathrin Haacker Dana Pyritz Micaela Schmidt Ute Wagner-Stange | Rgm. RV Saar Undine Saarbrücken / RG Wiking Leipzig Katrin Rehme Kathrin Henker Christiane Harzendorf Antje Heilig                 |
| Achter                                | Rgm. RV Saar Undine Saarbrücken / Ludwigshafener RV von 1878 / SC Berlin / Heidelberger RK 1872 / Potsdamer RG / RG Wiking Leipzig Andrea Klapheck Antje Rehaag Micaela Schmidt Antje Heilig Kathrin Haacker Dana Pyritz Christiane Harzendorf Ute Wagner-Stange Daniela Neunast (Stf.) | Rgm. RV Saar Undine Saarbrücken / SC Berlin / RK am Wannsee Berlin / RC Hansa von 1898 / RK am Baldeneysee Essen / RG Wiking Leipzig Katrin Rehme Kathrin Henker Anja Pyritz Gerte John Gabriele Mehl Antje Frank Birte Siech Ina Justh Monique Richter (Stf.) | kein weiteres Boot am Start |
| Leichtgewichts-Einer                  | Christiane Brand (Karlsruher RV Wiking) | Katrin Namyslo (Essen-Werdener RC) | Ruth Kaps (Weilburger RV 1905) |
| Leichtgewichts-Doppelzweier           | Rgm. Berliner RK Brandenburgia / RG Wiesbaden-Biebrich 1888 Susanne Borg Astrid Eichhorn | Rgm. Celler RV / RTHC Bayer Leverkusen Birgit Scheer-Leineweber Sonja König | Rgm. RC Ernestinum-Hölty Celle / Bremer RC Hansa Annette Barkmann Vera Reinstorf                                                   |
| Leichtgewichts-Vierer ohne Steuerfrau | Rgm. Rudergesellschaft Heidelberg / RC Tegel 1886 / Ludwigshafener RV von 1878 / Dormagener RG Bayer Dagmar Franke Karin Stephan Anke Holler Ulrike Dohnke | Rgm. RG Wiesbaden-Biebrich 1888 / Berliner RK Brandenburgia / RG Treis-Karden 1969 / RG München 1972 Martina-Luzia Schwall Cornelia Cichy Astrid Eichhorn Susanne Borg                                                                                         | Rgm. RRG Mülheim / RC Tegel 1886 / RC Tegelort Jutta Schausten Verena Berchem Judith Häusler Michaela Grunwald                     |